# Chicharras
Chicharras är en ort i Mexiko.   Den ligger i kommunen La Grandeza och delstaten Chiapas, i den sydöstra delen av landet, 900 km sydost om huvudstaden Mexico City. Chicharras ligger 2 387 meter över havet och antalet invånare är 167.
Terrängen runt Chicharras är bergig åt sydväst, men åt nordost är den kuperad. Runt Chicharras är det ganska tätbefolkat, med 96 invånare per kvadratkilometer. Närmaste större samhälle är Motozintla de Mendoza, 11,5 km söder om Chicharras. I omgivningarna runt Chicharras växer huvudsakligen savannskog.